# از کار افتادگی
از کار افتادگی حالتی است که طبق قانون دارای تعاریف مشخصی می‌باشد و با توجه به موارد حقوقی و قانونی تعاریف موجود، به متن قانون استناد می‌شود.

## تعاریف از کار افتادگی در قانون تأمین اجتماعی
۱- تعریف از کار افتادگی کلی
طبق بند ۱۳ ماده ۲ قانون: «از کار افتادگی کلی عبارت است از کاهش قدرت کار فرد بیمه شده به نحوی که نتواند با اشتغال به کار سابق یا کار دیگری بیش از یک سوم از درآمد قبلی خود را به دست آورد.»

## ۲- تعریف از کار افتادگی جزئی
طبق بند ۱۴ ماده ۲ قانون: «عبارت است از کاهش قدرت کار بیمه شده به نحوی که با اشتغال به کار سابق یا کار دیگری فقط قسمتی از درآمد خود را به دست آورد.»

## ۳- تعریف غرامت مقطوع نقص عضو
طبق بند ۱۷ ماده ۲ قانون: «غرامت مقطوع نقص عضو مبلغی است که به‌طور یکجا برای جبران نقص عضو یا جبران تقلیل درآمد بیمه شده به شخص او داده می‌شود.»
از کار افتادگی جزو پوششهای بیمه ای در بیمه تأمین اجتماعی و بیمه‌های عمر و پس‌انداز می‌باشد.
در بیمه تأمین اجتماعی فرد با از کار افتادگی کلی تا مادامی که در حیات باشد مستمری دریافت می‌کند. در بیمه‌های عمر نیز فرد با از کار افتادگی کلی از پرداخت حق بیمه معاف شده و تا پایان قرارداد به‌صورت رایگان از سایر مزایای بیمه عمر می‌تواند استفاده نماید.
عوامل ایجاد از کار افتادگی نیز از منظر قانونی و حقوقی دارای تعاریف مشخصی می‌باشد به همین دلیل در ذیل صراحتاً به متن قانون استناد می‌شود.

## عوامل ایجاد از کار افتادگی
۱- بیماری
طبق بند ۷ ماده ۲ قانون: «بیماری وضع غیرعادی جسمی یا روحی است که انجام خدمات درمانی را ایجاب می‌کند یا موجب عدم توانایی موقت اشتغال به کار می‌شود یا این که موجب هر دو در آن واحد می‌شود.»
به عبارت دیگر بیماری لاعلاجی که موجب ناتوانی در انجام کار توسط فرد شود.
۲- حادثه
طبق بند ۸ ماده ۲ قانون: «حادثه از لحاظ این قانون اتفاقی است، پیش‌بینی نشده که تحت تأثیر عامل یا عوامل خارجی در اثر عمل یا اتفاق ناگهانی رخ می‌دهد و موجب صدمه بر جسم یا روان فرد بیمه شده می‌گردد.»
حادثه طبق ماده ۵۹ قانون بر دو نوع تقسیم شده‌است: ۱- حادثه ناشی از کار ۲- حادثه غیر ناشی از کار
در مورد بیماری حرفه ای و حوادث ناشی از کار طبق ماده ۷۱ قانون تأمین اجتماعی، مدت پرداخت حق بیمه ملاک عمل نمی‌باشد.